# Pio Nevi
Pio Carlo Nevi (Parma, 7 maggio 1848 – Milano, 12 ottobre 1930) è stato un trombonista e direttore di banda italiano, dal 1906 al 1921 direttore della  Banda Municipale del Comune di Milano.
Un'esecuzione del Canto degli Italiani di Goffredo Mameli e Michele Novaro da lui diretta, che è stata registrata nel 1901 su un disco a 78 giri per grammofono, è la più antica l'incisione conosciuta dell'inno nazionale italiano.

## Biografia
Iniziò gli studi musicali alla Regia Scuola di Musica di Parma, studiando per due anni (dal 1866 al 1867) il trombone. Trasferitosi a Milano, completò la sua formazione musicale alla Civica Scuola di Musica e al conservatorio.
Terminati gli studi, tornò a Parma, dove insegnò solfeggio e trombone nella banda della Guardia Nazionale della città ducale. Nel 1880 vinse il concorso per primo trombone solista della Banda Municipale del Comune di Milano. In seguito iniziò a suonare nell'orchestra del Teatro alla Scala, ruolo che ricoprì per circa vent'anni. Nel 1889 diventò vicedirettore della banda municipale del capoluogo meneghino.
Nel 1906 divenne direttore della Scuola Comunale di Musica di Milano per gli strumenti a fiato, ruolo che mantenne fino al 1928. Sempre nel 1906, fu nominato direttore della Banda Municipale del Comune di Milano, carica che mantenne fino al 1921.
Si ritirò dall'attività lavorativa nel 1928. In occasione del pensionamento, il podestà di Milano gli attribuì una medaglia d'oro di benemerenza con la seguente motivazione: "in considerazione del lungo servizio prestato sempre con ardore e in modo encomiabile anche nella tarda età quale direttore della banda civica prima e quale maestro primario della Civica Scuola di musica".
Alcuni brani operistici di Pietro Mascagni e Umberto Giordano, da lui diretti, sono stati stampati dalla casa editrice Sonzogno. Ha arrangiato per banda più di cento brani sinfonici e lirici. Oltre ad adattare composizioni di altri autori, ha anche scritto di suo pugno numerosi brani musicali, sempre per concerti bandistici.
Venne sepolto al Cimitero Maggiore di Milano;.